# Karwik
Karwik – wieś w Polsce położona w województwie warmińsko-mazurskim, w powiecie piskim, w gminie Pisz.
W latach 1975–1998 miejscowość administracyjnie należała do województwa suwalskiego.
Wieś położona nad jeziorem Seksty i Kanałem Jeglińskim, w odległości 7 km od Pisza, powstała w 1804 roku. Wieś letniskowa, pięć chałup zabytkowych (nr 5, 10, 29, 33, 48). Do Karwika prowadzi droga twarda o nawierzchni asfaltowej od strony Pisza, która prowadzi dalej również do pola namiotowego Binduga Młyńska oraz wsi Niedźwiedzi Róg. We wsi znajduje się Leśniczówka „Browarnik”. 
Śluza Karwik na kanale Jeglińskim zbudowana została w latach 1845–1849. Zachodnia część kanału przeznaczona jest do żeglugi, wschodnia jest przegrodzona jazem. Śluza uruchamiana jest napędem elektrycznym. Różnica poziomu wody wynosi ok. 1 m. Długość 45 m, szerokość wrót 7,5 m, głębokość przy średniej wodzie 1.50 – 2.00 m.